# (There's No Place Like) Home for the Holidays/Silk Stockings
(There's No Place Like) Home for the Holidays/Silk Stockings è un singolo di Perry Como, pubblicato dalla RCA Records il 16 novembre 1954 su 78 giri e 45 giri.

## Descrizione
Il brano sul lato A è una versione del brano natalizio (There's No Place Like) Home for the Holidays; Silk Stockings è invece una canzone di Cole Porter tratta dall'omonimo musical.
Entrambi i brani sono eseguiti dall'orchestra di Mitch Ayres e sono arrangiati da Joe Reisman.

## Tracce
Lato A
1. (There's No Place Like) Home for the Holidays (testo: Al Stillman – musica: Robert Allen)

Lato B
1. Silk Stockings (Cole Porter)